# Käte
Käte ist ein weiblicher Vorname.

## Herkunft und Bedeutung
Käte ist eine Form von Katharina.

## Bekannte Namensträgerinnen
- Käte Ahlmann (1890–1963), deutsche Unternehmerin
- Käte Alving (1896–1974), deutsche Schauspielerin
- Käte Duncker (1871–1953), deutsche Politikerin
- Käte Frankenthal (1889–1976), deutsche Politikerin
- Käte Hamburger (1896–1992), deutsche Germanistin
- Käte Jaenicke (1923–2002), deutsche Schauspielerin
- Käte Merk (1911–1997), deutsche Schauspielerin
- Käte Meyer-Drawe (* 1949), deutsche Pädagogin
- Käte Niederkirchner (1944–2019), deutsche Politikerin
- Käte Reiter (1927–2013), deutsche Schriftstellerin
- Käte Rosenheim (1892–1979), deutsch-US-amerikanische Sozialarbeiterin
- Käte Schaller-Härlin (1877–1973), deutsche Malerin
- Käte Strobel (1907–1996), deutsche Politikerin
- Käte van Tricht (1909–1996), deutsche Musikerin
- Käte Voelkner (1906–1943), deutsche Widerstandskämpferin